# Stazione di Civitella Paganico
La stazione di Civitella Paganico è una fermata ferroviaria della Siena–Grosseto a servizio del borgo di Paganico, frazione del comune di Civitella Paganico, in provincia di Grosseto.
È classificata nella categoria Bronze di RFI.

## Storia
La stazione è entrata in servizio nel 1872 in seguito all'apertura della linea ferroviaria Siena-Grosseto, con il nome di "Paganico", poi divenuto "Paganico Grossetano" dal 12 aprile 1909. Ha assunto la denominazione di "Civitella Paganico" nel 1928.

## Movimento
Il servizio passeggeri è svolto in esclusiva da parte di Trenitalia, controllata del gruppo Ferrovie dello Stato, per conto della Regione Toscana. I treni sono di tipo Regionale e Regionale veloce. In totale sono circa trenta i treni che effettuano servizio in questa stazione e le loro principali destinazioni sono: Firenze Santa Maria Novella, Siena, Orbetello e Grosseto.